# Salvatore Di Franco

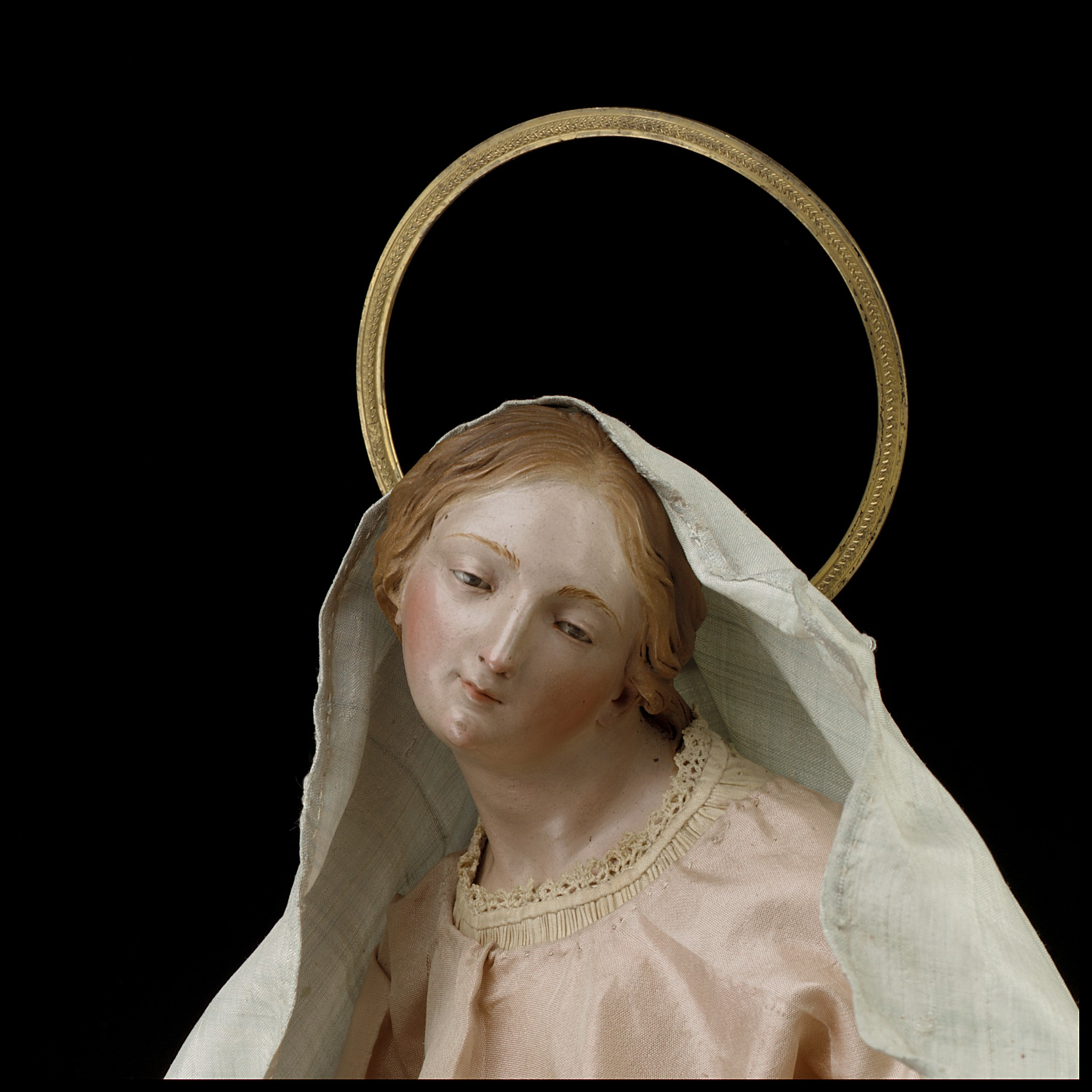
Salvatore Di Franco, Vergine della Natività, terracotta policroma (New York, Metropolitan Museum)

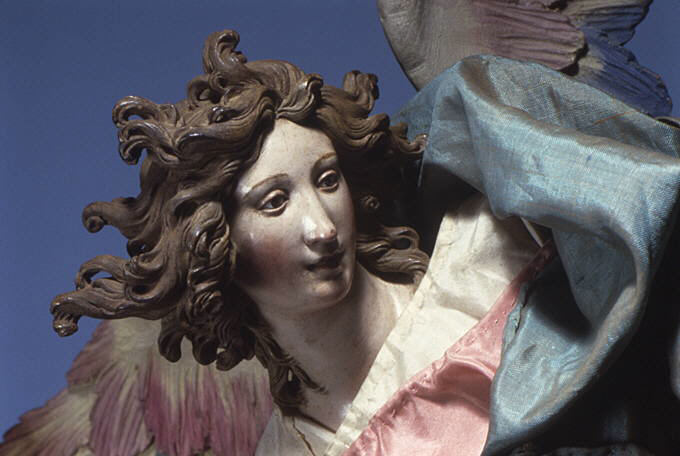
Salvatore Di Franco, Angelo (MET)

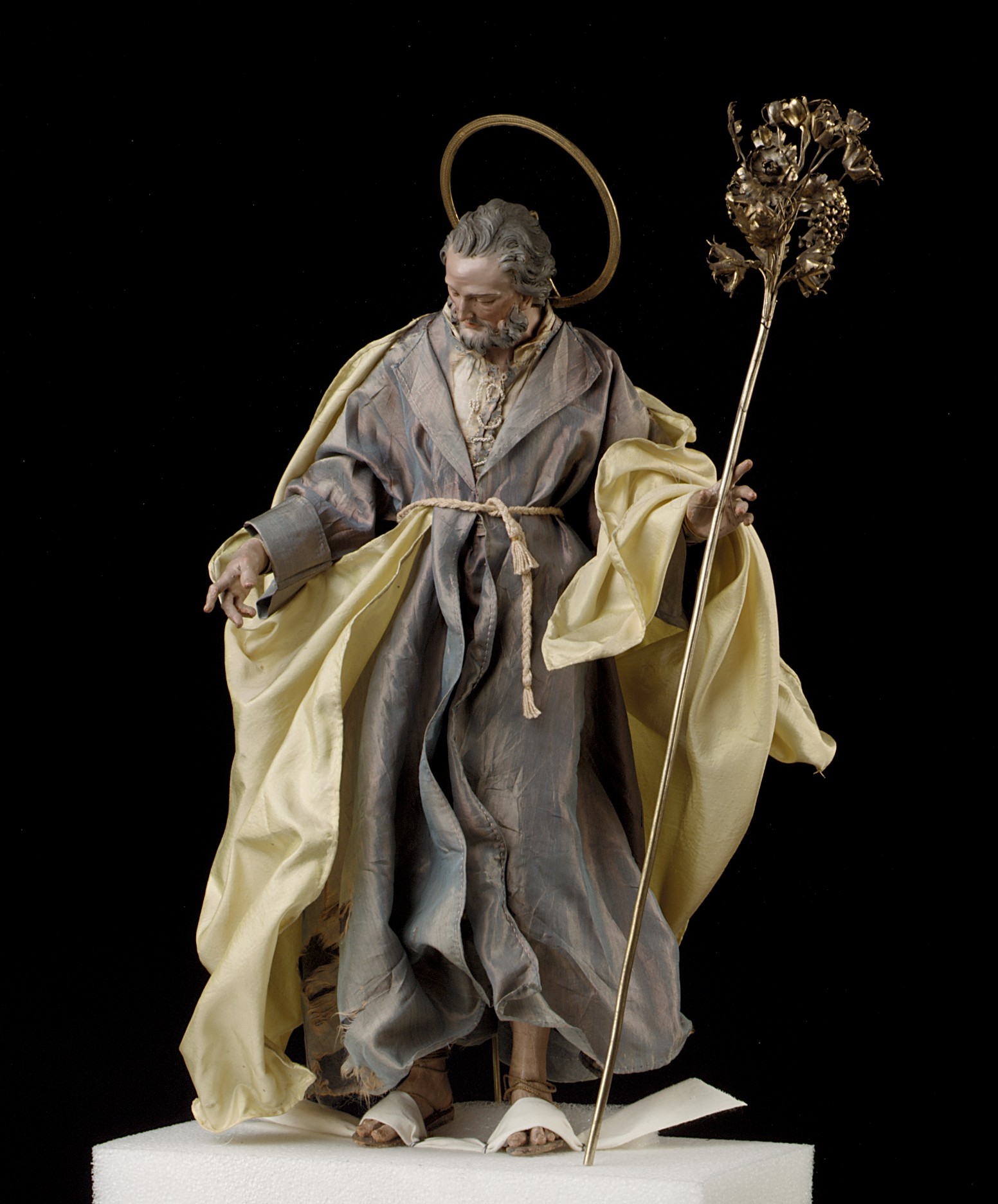
Salvatore Di Franco, San Giuseppe (MET)

Salvatore Di Franco (Napoli, XVIII secolo – XIX secolo) fu uno scultore di scuola napoletana.

## Biografia
Allievo di Giuseppe Sanmartino, Salvatore Di Franco realizzò sculture in marmo e ne modellò in stucco e in terracotta policroma. Risulta attivo tra il 1770 e il 1815. Nel 1788, per la cattedrale di Nusco, ha modellato in creta una statua di Santo Stefano, poi realizzata in argento.

### Sculture a Napoli
Nella chiesa della Nunziatella scolpì nel 1783 in marmo bianco il monumento funebre a Don Giovanni Assenzio Goyzueta, maresciallo di campo e segretario di Stato di Ferdinando IV di Napoli. Accanto alla figura del defunto egli ritrasse una donna scarmigliata che rappresenta il Dolore e un amorino piangente che spegne la sua fiaccola. Sul portale esterno della chiesa di San Gioacchino a Pontenuovo in un rilievo egli ha raffigurato il santo, cui è dedicato l'edificio sacro. Nella chiesa di San Pietro a Majella ha scolpito il sepolcro di Domenico Antonio Di Avena, nel 1782 il sepolcro di Serafina Sambiase e nel 1787 quello di suo marito Giovanni Battista Comite.
Nella chiesa del Complesso dell'Eremo dei Camaldoli ha realizzato stucchi decorativi, in un raffinato gusto rococò che risente della grazia neoclassica. Sulle porte furono posizionati i suoi busti di San Romualdo e di San Benedetto, contornati da una gloria di putti e di cherubini.

### Figure per il presepe
Da un più attento studio di alcune figure, ideate per il presepe napoletano (testa, braccia e gambe in legno scolpito e struttura corporea in legno ricoperto di stoppa), già attribuite al Sanmartino e in gran parte in collezioni private, un gruppo ne è stato assegnato a Salvatore Di Franco: una graziosa Odalisca appartenente Corteo dei Re Magi, un suonatore scolpito con grande rilievo espressivo, un giovanetto venditore di uova, due gruppi aggregati alla Natività e cioè personaggi rustici in adorazione e bambini che giocano. Un altro gruppo consistente è oggi al Metropolitan Museum di New York.
Di Franco scolpì, tra il 1780 e il 1790, figure presepiali di zingare, dalle chiome fluenti e legate con nastri; inoltre una donna che allatta e un pastore in adorazione. Tra i personaggi che popolano le scene della taverna e le cene dei borghesi, egli realizzò, con un accento di arguzia, una coppia che era a Berlino e che è andata distrutta e altre figure di ricchi borghesi (Monaco, Bayerisches Nationalmuseum) e di tavernieri. Questi personaggi appartengono a una Napoli bonaria e più attenta a godersi la vita che a meditare sul mistero del Natale.
Nelle figure più tarde egli lasciò la sua firma - e a volte la data - a tergo della pettiglia: nella Sacra famiglia (firmata: "Franco 1811"), nel Ragazzo borghese (firmato: "D. Franco 1815") e in due Suonatori orientali (firmati: "S. D. Franco" - Bayerisches Nationalmuseum).